# Sint-Maartenskerk (Arneke)
De Sint-Maartenskerk (Frans: Église Saint-Martin) is de parochiekerk van de gemeente Arneke in het Franse Noorderdepartement.

## Geschiedenis
Omstreeks 800 zou er te Arneke een houten kerkgebouw hebben bestaan. Een eerste stenen kerkgebouw werd in 1174 vermeld. Deze kerk werd in de 16e eeuw tweemaal vernield door de Calvinisten. Vrij snel daarna begon de herbouw, waarbij het middenschip werd hersteld en vergroot. In 1595 werd een zijbeuk en in 1609 de andere zijbeuk gebouwd. In 1617 werd het koor hersteld en ook in de 18e en 19e eeuw werden tal van werkzaamheden uitgevoerd.

## Gebouw
Het betreft een driebeukige bakstenen hallenkerk met voorgebouwde, zware toren.

## Interieur
De kerk heeft een zeer rijk interieur dat overwelfd wordt door drie tongewelven. Er is een orgel van 1771, en de orgelkast, met Vlaamse tekst, werd vervaardigd door François Spillemaeker. In 1899 werd de orgelkast van een nieuw orgel voorzien. Er zijn twee 18e-eeuwse biechtstoelen, uit 1780 is de preekstoel. De lambrisering is in rococostijl. Van 1715 is het Onze-Lieve-Vrouwe zijaltaar; het hoofdaltaar is van 1780; er zijn enkele 17e- en 18e-eeuwse grafstenen.
Van belang is een drieluik dat de kroning van Maria verbeeldt en 17e-eeuws is.